# Свобода (Кемеровская область)
Свобода — упразднённая деревня в Промышленновском районе Кемеровской области. На момент упразднения входила в состав Вагановского сельского поселения. Исключена из учётных данных в 1997 году.

## География
Располагалась на левом берегу реки Окунёвка (приток реки Тарсьма), на расстоянии примерно 0,5 км по прямой к северо-западу от деревни Прогресс.

## История
Основана в 1924 году. По данным на 1926 году коммуна Свобода состояла из 4 хозяйств. В административном отношении входила в состав Прогрессовского сельсовета Краснинского района Кузнецкого округа Сибирского края.
С 1965 года в составе Вагановского сельсовета.

## Население
| 1970 | 1979 | 1989 |
| ---- | ---- | ---- |
| 130  | ↘84  | ↘16  |

По переписи 1926 г. в коммуне проживал 29 человек (15 мужчин и 14 женщин), основное население — русские.